# Davide
Davide ist ein männlicher Vorname.

## Herkunft und Bedeutung
Davide ist die italienische Form von David. Bedeutung: der Geliebte; hebräisch (Altes Testament). Der Vorname ist vor allem im Norden Italiens und in der Region um Neapel regelmäßig verbreitet und wahrscheinlich neapolitanischen Ursprungs. Er tritt auch in den Philippinen auf, wobei unklar ist, ob der Familienname von Immigranten aus Italien eingeführt wurde oder eine eigene Geschichte hat. Auch in den USA gibt es einige hundert Namensträger.

## Namensträger

### Vorname
- Davide Astori (1987–2018), italienischer Fußballspieler
- Davide Baiardo  (1888–1977), italienischer Schwimmer
- Davide Baiocco (* 1975), italienischer Fußballspieler
- Davide Ballardini (* 1964), italienischer Fußballspieler und -trainer
- Davide Biondini (* 1983), italienischer Fußballspieler
- Davide Bonucelli (* 1982), italienischer Radrennfahrer
- Davide Bragazzi (* 1981), italienischer Radrennfahrer
- Davide Bramati (* 1968), italienischer Radrennfahrer
- Davide Bresadola (* 1988), italienischer Skispringer und Nordischer Kombinierer
- Davide Calabria (* 1996), italienischer Fußballspieler
- Davide Calandra (1856–1915), italienischer Bildhauer
- Davide Callà (* 1984), schweizerisch-italienischer Fußballspieler
- Davide Carbonaro (* 1967), italienischer römisch-katholischer Ordensgeistlicher und ernannter Erzbischof
- Davide Chiumiento (* 1984), schweizerisch-italienischer Fußballspieler
- Davide Cimolai (* 1989), italienischer Bahn- und Straßenradrennfahrer
- Davide Corti (* 1972), italienischer Fußballspieler und -trainer
- Davide Dal Molin (* 1978), italienischer Volleyball- und Beachvolleyballspieler
- Davide D’Angelo (* 1982), italienischer Radrennfahrer
- Davide Di Gennaro (* 1988), italienischer Fußballspieler
- Davide Frattesi (* 1999), italienischer Fußballspieler
- Davide Frattini (* 1978), italienischer Cyclocross- und Straßen-Radrennfahrer
- Davide Gualtieri (* 1971), san-marinesischer Fußballspieler
- Davide Lanzafame (* 1987), italienischer Fußballspieler
- Davide Longo (* 1971), italienischer Schriftsteller
- Davide Malacarne (* 1987), italienischer Radrennfahrer
- Davide Massa (* 1981), italienischer Fußballschiedsrichter
- Davide Moretto (* 1984), italienisch-spanischer Fußballspieler
- Davide Moro (* 1982), italienischer Fußballspieler
- Davide Moscardelli (* 1980), italienischer Fußballspieler
- Davide Nicola (* 1973), italienischer Fußballspieler und -trainer
- Davide Olivares (* 1971), italienischer Fußballspieler
- Davide Petrocca (* 1975), italienischer Jazz- und Fusionmusiker
- Davide Piganzoli (* 2002), italienischer Radrennfahrer
- Davide Rebellin (1971–2022), italienischer Radrennfahrer
- Davide Ricci Bitti (* 1984), italienischer Radrennfahrer
- Davide Rigon (* 1986), italienischer Autorennfahrer
- Davide Sanguinetti (* 1972), italienischer Tennisspieler
- Davide Santon (* 1991), italienischer Fußballspieler
- Davide Silvestri (* 1980), italienischer Radrennfahrer
- Davide Simoncelli (* 1979), italienischer Skirennläufer
- Davide Stella (* 2006), italienischer Radrennfahrer
- Davide Tardozzi (* 1959), italienischer Motorradrennfahrer und Teammanager
- Davide Tizzano (* 1968), italienischer Ruderer
- Davide Torosantucci (* 1981), italienischer Radrennfahrer
- Davide Valsecchi (* 1987), italienischer Automobilrennfahrer
- Davide Viganò (* 1984), italienischer Radrennfahrer
- Davide Vitturini (* 1997), italienischer Fußballspieler
- Davide Zappacosta (* 1992), italienischer Fußballspieler

### Familienname
- Giacomo Davide (1750–1830), italienischer Opernsänger (Tenor), siehe Giacomo David
- Giovannie Davide (1790–1864), italienischer Opernsänger (Tenor), siehe Giovanni David
- Hilario Davide junior (* 1935), philippinischer Richter und Diplomat
- Marzia Davide (* 1980), italienische Boxerin